# U-473
| U-473                      | U-473                                                          | U-473                                                          |
| -------------------------- | -------------------------------------------------------------- | -------------------------------------------------------------- |
|                            |                                                                |                                                                |
|                            |                                                                |                                                                |
|                            |                                                                |                                                                |
| Під прапором               | Третій рейх                                                    | Третій рейх                                                    |
| Спуск на воду              | 17 квітня 1943 року                                            | 17 квітня 1943 року                                            |
| Виведений зі складу флоту  | 6 травня 1944 року                                             | 6 травня 1944 року                                             |
| Сучасний статус            | затоплений                                                     | затоплений                                                     |
| Проєкт                     |                                                                |                                                                |
| Тип ПЧ                     | Торпедний ДПЧ                                                  | Торпедний ДПЧ                                                  |
| Основні характеристики     |                                                                |                                                                |
| Швидкість (надводна)       | 17,7 вузлів                                                    | 17,7 вузлів                                                    |
| Швидкість (підводна)       | 7,6 вузлів                                                     | 7,6 вузлів                                                     |
| Робоча глибина занурення   | 100 м                                                          | 100 м                                                          |
| Гранична глибина занурення | 220 м                                                          | 220 м                                                          |
| Екіпаж                     | 44 осіб                                                        | 44 осіб                                                        |
| Розміри                    |                                                                |                                                                |
| Довжина найбільша (по КВЛ) | 67,1 м                                                         | 67,1 м                                                         |
| Ширина корпусу найб.       | 6,2 м                                                          | 6,2 м                                                          |
| Висота                     | 9,6 м                                                          | 9,6 м                                                          |
| Середня осадка (по КВЛ)    | 4,70 м                                                         | 4,70 м                                                         |
| Водотоннажність надводна   | 769 т                                                          | 769 т                                                          |
| Озброєння                  |                                                                |                                                                |
| Артилерія                  | одна палубна гармата калібру 88-мм, одна 20-мм зенітна гармата | одна палубна гармата калібру 88-мм, одна 20-мм зенітна гармата |
| Торпедно- мінне озброєння  | 4 носових і один кормовий ТА. 14 торпед або 26 мін             | 4 носових і один кормовий ТА. 14 торпед або 26 мін             |

U-473 — німецький підводний човен типу VIIC, часів Другої світової війни.
Замовлення на будівництво човна було віддане 20 січня 1941 року. Човен був закладений на верфі суднобудівної компанії «Deutsche Werke AG» у Кілі 1 грудня 1941 року під заводським номером 304, спущений на воду 17 квітня 1943 року, 16 червня 1943 року увійшов до складу 5-ї флотилії. Також за час служби входив до складу 9-ї флотилії. Єдиним командиром човна був капітан-лейтенант Гайнц Штернберг.
Човен зробив 2 бойових походи, в яких пошкодив 1 військовий корабель.
6 травня 1944 року потоплений в Північній Атлантиці південно-західніше Ірландії (49°29′ пн. ш. 21°22′ зх. д. / 49.483° пн. ш. 21.367° зх. д.) глибинними бомбами британських шлюпів «Старлінг», «Врен» та «Вайлд Гус». 23 члени екіпажу загинули, 30 врятовані.

## Потоплені та пошкоджені кораблі[3]
| Назва     | Тип                  | Належність | Дата          | Тоннаж (БРТ) | Вантаж | Статус     | Місце                                                       |
| «Доннелл» | ескортний міноносець | США        | 3 травня 1944 | 1 400        |        | пошкоджено | 47°48′ пн. ш. 19°55′ зх. д. / 47.800° пн. ш. 19.917° зх. д. |